# Ajdinski emirat
Ajdinski emirat (turško Aydınoğulları Beyliği), Ajdinidi ali Ajdinska dinastija (tuško Aydınoğulları) je bil eden od anatolskih bejlukov, znan po pomorskem piratstvu.

## Ime
Emirat je dobil ime po svojem ustanovitelju Aydınoğlu Mehmed Begu.

## Prestolnica
Ajdinski emirat je bil eden od obmejnih emiratov, ki so jih ustanovili Oguzi med propadanjem Sultanata Rum. Prva prestolnica emirata je bil Birgi, druga pa Ayasoluk, sedanji Selçuk. 

## Zgodovina
Ajdinidi so posedovali tudi del pristanišča, občasno pa celo pristanišče Smirna (sedanji İzmir). Predvsem med vladanjem Umur Bega so bili pomembna pomorska sila. Kot taki so igrali pomembno vlogo v bizantinski državljanski vojni  1341–1347, v kateri je bil Umur Beg zaveznik Ivana VI. Kantakuzena. Kot taki so tudi izzvali latinski smirnski križarski pohod (1343-1351), v katerem so izgubili Smirno. 
Emirat je bil priključen k Osmanskemu cesarstvu, prvič leta 1390. Po vdoru Timur Lenka  v Anatolijo leta 1402 se je začelo nestabilno obdobje, ki je trajalo do leta 1425. Naslednje leto je bil Ajdinski emirat dokončno vključen v Osmansko cesarstvo. 

## Arhitektura
Ajdinski begi so zapustili pomembna arhitekturna dela, predvsem v prestolnicah Birgiju in Ayasoluku. 

## Zapuščina
Po dinastiji se imenuje mesto Aydin, antični Trales.

## Seznam vladarjev
- Muharizalsîn Gazi Mehmed Beg (1308-1334)[1]
- Umur Beg (1334-1348)[1]
- Khidr b.  Mehmed (1348-1360)[1]
- Isa b. Mehmed(1360-1390) [1]

V Osmanskem cesarstvu (1390-1402)
- İsaoğlu Musa Beg (1402-1403)
- Musaoğlu II. Umur Beg (1403-1405)
- İzmiroğlu Cüneyd Beg (1405-1426)